# Прусыня (деревня)
Прусыня — деревня в Бережковском сельском поселении Волховского района Ленинградской области.

## История
Выставка Прусыня упоминается в переписи 1710 года в Никольском Городецком погосте Заонежской половины Обонежской пятины.
Деревня Прусыня обозначена на карте Санкт-Петербургской губернии А. М. Вильбрехта 1792 года.
На карте Санкт-Петербургской губернии Ф. Ф. Шуберта 1834 года упоминается деревня Прусыня, состоящая из 31 крестьянского двора.

ПРУСЫНЯ — деревня принадлежит Казённому ведомству, число жителей по ревизии: 66 м. п., 84 ж. п.; Близ оной: 

а) Церковь каменная во имя Святого Иоанна Предтечи.

б) Волостное правление и училище в деревянном доме. (1838 год)

Деревня Прусыня из 31 двора отмечена на карте Ф. Ф. Шуберта 1844 года.

ПРУСЫНЯ — деревня Ведомства государственного имущества, по просёлочной дороге, число дворов — 45, число душ — 77 м. п. (1856 год)

ПРУСЫНЯ — деревня казённая при реке Волхове, число дворов — 32, число жителей: 97 м. п., 93 ж. п. (1862 год)

В конце XIX века деревня административно относилась к Городищенской волости 2-го стана Новоладожского уезда Санкт-Петербургской губернии, в начале XX века — 1-го стана.
По данным «Памятной книжки Санкт-Петербургской губернии» за 1905 год деревня Прусыня входила в Прусынское сельское общество.
С 1917 по 1922 год деревня Прусыня входила в состав Прусынского сельсовета Городищенской волости Новоладожского уезда.
С 1922 года в составе Пролетарской волости Волховского уезда.
Согласно данным переписи населения СССР 1926 года в деревне Прусыня проживали 355 человек — все русские.
С 1927 года в составе Прусыногорского сельсовета Волховского района.
По данным 1933 года деревня Прусыня входила в состав Прусыно-Горского сельсовета Волховского района.

План деревни Прусыня. 1941 год

Согласно топографической карте РККА 1941 года деревня насчитывала 55 дворов. В деревне находилась переправа через Волхов.
По данным 1966, 1973 и 1990 годов деревня Прусыня также входила в состав Прусыногорского сельсовета.
В 1997 году в деревне Прусыня Бережковской волости проживал 31 человек, в 2002 году — 13 человек (все русские).
В 2007 году в деревне Прусыня Бережковского СП — 14 человек.

## География
Деревня расположена в южной части района на правом берегу реки Волхов, к западу от автодороги 41К-022 (Кириши — Городище — Волхов).
Расстояние до административного центра поселения — 9 км.
Расстояние до ближайшей железнодорожной станции Теребочево — 6 км.

## Демография
| 1838 | 1862 | 1997 | 2002 | 2007 | 2010 | 2017 |
| ---- | ---- | ---- | ---- | ---- | ---- | ---- |
| 150  | ↗190 | ↘31  | ↘13  | ↗14  | ↘10  | ↗12  |

### Национальный состав
Согласно данным Всероссийской переписи населения 2021 года в деревне проживали 12 человек, все русские.

## Улицы
Береговая, Терновая.